# YbBiPt
YbBiPt（イッテルビウムビスマス白金、英：ytterbium-bismuth-platinum; YbPtBiともいう）は、イッテルビウム、ビスマス、白金からなる金属間化合物である。低温で非常に高い比熱になるが、これは重い電子系の特徴である。YbBiPtの結晶構造は立方晶系であり、特に、三元ハーフホイスラー化合物に属する。

## 発見
YbBiPtは、重い電子系金属や近藤絶縁体などの相関電子系材料を研究する文脈で、1991年にザカリー・フィスク（ロスアラモス国立研究所）とその同僚によって発見された  。その後、非常に低い温度（1 K未満）における型破りな特性のため、この材料が詳細に研究された。

## 材料特性
YbBiPtはMgAgAs構造で結晶化するが、この構造はハーフホイスラー構造として知られている。YbBiPtは金属のような挙動を示し、たとえば、冷却すると電気抵抗率が連続的に低下する。比熱の温度依存性は、0.4Kで異常を示し、さらに低い温度では線形挙動を示すとともに、8J /（mol YbK 2 ）という巨大なゾンマーフェルト係数を示す。この係数は、金属電子によって引き起こされる比熱への温度線形の寄与を示すが、重い電子系で標準的な電荷キャリアと比較しても、格別に大きな有効質量を示す。

## より大きな文脈
YbBiPtの結晶構造は、ホイスラー化合物の一種であり、より正確には、XYZ組成を持ついわゆるハーフホイスラーの一種である。近年、トポロジカル絶縁体などの物性が観測されることから、ホイスラー化合物に大きな関心が寄せられており、多くの新しいホイスラー材料が発見されている。